# Orgasmekloof
De orgasmekloof (Engels: orgasm gap of pleasure gap) is een begrip dat verwijst naar de algemene ongelijkheid tussen heteroseksuele mannen en vrouwen op het gebied van seksuele bevrediging, en meer bepaald het verschil in hoe vaak zij een orgasme hebben tijdens seksuele handelingen. Van vrouwen uit iedere bevolkingsgroep die bestudeerd is, is bekend dat zij het minst vaak een orgasme hebben tijdens seks met een man. Onderzoekers hebben meerdere factoren geopperd die zouden kunnen bijdragen aan het bestaan van deze orgasmekloof. Orgasmekloofonderzoeker Laurie Mintz beargumenteert dat de hoofdoorzaak van deze vorm van sekseongelijkheid ligt in "onze culturele onwetendheid over de clitoris" en dat het algemeen voorkomt dat "de vrouwelijke genitaliën worden gereduceerd tot het enige onderdeel (de vagina) dat mannen een betrouwbaar orgasme geeft, maar vrouwen niet." Volgens seksuoloog Ellen Laan is de belangrijkste oorzaak van de orgasmekloof dat een heteroseksuele vrijpartij meestal vooral bestaat uit de coïtus en gestaakt wordt zodra de man is klaargekomen.

## Onderzoeksgeschiedenis
Het in 1953 in de Verenigde Staten gepubliceerde tweede Kinsey Report, getiteld Sexual Behavior in the Human Female ("Het seksuele gedrag van de vrouw"), noemt verschillende waarnemingen, waaronder dat er 'verschillen in frequentie van orgasme' waren tussen ongetrouwde Amerikaanse meisjes en vrouwen enerzijds en jongens en mannen anderzijds. De meisjes en vrouwen hadden gemiddeld 223 orgasmes voordat ze trouwden, waarbij 36% aangaf voor het huwelijk nog nooit een orgasme te hebben gehad; 10% van de vrouwen in het onderzoek zei zelfs dat ze überhaupt nog nooit in hun leven waren klaargekomen. De jongens en mannen hadden gemiddeld 1523 orgasmes voordat ze trouwden; alle mannen in het onderzoek meldden dat ze al wel eens waren klaargekomen voor hun huwelijk. Tegen 1990 verwezen schrijvers naar het door Kinsey et al. waargenomen sekseverschil in seksuele belevingen als de "orgasm gap" ("orgasmekloof") en noemden daarbij de verschillende aantallen voorhuwelijkse orgasmes per sekse als voorbeeld. Ondertussen suggereerden Masters & Johnson (1966) dat lesbische vrouwen meer orgasmes hadden dan heteroseksuele vrouwen.
Uit een onderzoek naar seksuele praktijken in de Verenigde Staten van Laumann et al. uit 1994 bleek dat 75,0% van de mannen en 28,6% van de vrouwen in heteroseksuele huwelijken altijd orgasmes hadden tijdens seks met hun echtgenoot/echtgenote, terwijl 40,2% van de mannen en 79,7% van de vrouwen dacht dat hun echtgenoot/echtgenote altijd klaarkwam. Deze verhoudingen waren anders in niet-huwelijkse heterorelaties (zoals samenwonenden, lange- of kortetermijnrelaties), waarbij de frequentie toenam tot 80,5% van de mannen en 43,0% van de vrouwen die altijd klaarkwamen tijdens seks met hun kortetermijnpartners, terwijl 69,3% van de mannen en 82,6% van de vrouwen dacht dat hun kortetermijnpartner altijd klaarkwam. Het eerste van die cijfers werd in een artikel van Weekly World News uit augustus 1997 bestempeld als 'de 29/75-kloof' en als representatief voor de 'orgasmekloof' aangenomen. De Amerikaanse feministische schrijvers Marcelle Karp en Debbie Stoller (1999) verwezen ook losjes naar dit 75/29-cijfer als bewijs dat de orgasmekloof bestond en om te pleiten voor meer inspanningen om vrouwen seksueel te emanciperen, want 'er zijn een heleboel vrouwen die zeer zeker nog geen plezier hebben'.

## Bijdragende factoren

### Seksueel gedrag en orgasmes
Gegevens van onderzoek naar seksueel gedrag in de 20e en vroege 21e eeuw hebben uitgewezen dat zeer weinig vrouwen (minder dan 30%) een orgasme kregen tijdens seks met een man, terwijl mannen (meer dan 90%) meestal wel klaarkwamen. Tijdens seks met partners hing de frequentie van orgasmes voor mannen niet af van hun seksuele geaardheid; echter, lesbiennes (ook wel 'vrouwen die seks hebben met vrouwen' genoemd) meldden significant vaker orgasmes (tot wel 83%) dan vrouwen die seks hadden met mannen. Dit verschil tussen vrouwen werd beïnvloed door het feit dat vrouwen die onderling seks hadden prioriteit gaven aan het stimuleren van de clitoris. Het is vastgesteld dat clitorale stimulering voor vrouwen de betrouwbaarste methode is om een orgasme te bereiken, aangezien bijna alle vrouwen wel een zekere vorm van clitorale stimulering nodig hadden om klaar te komen. Ook is gebleken dat geslachtsgemeenschap, ofwel penis-in-vagina-seks (PIV-seks), voor vrouwen niet betrouwbaar is om tot een orgasme te leiden. Volgens Ellen Laan wordt bij vrouwen de clitoris ook gestimuleerd bij PIV-seks, en hebben vrouwen die dan een orgasme krijgen dus geen 'vaginaal orgasme' maar ook een clitoraal orgasme. Studies hebben uitgewezen dat vrouwen tijdens PIV-seks vaker deden alsof ze een orgasme hadden (ook wel 'een orgasme faken' genoemd) dan tijdens welke andere seksuele handeling dan ook.
Feministische onderzoekers beschouwden "phallocentricity" (dat wil zeggen: het centraal stellen van de penis) in heteroseks als de belangrijkste factor die bijdroeg aan de orgasmekloof; meerdere studies naar seksueel gedrag en seksuele opvattingen hebben geconcludeerd dat partners in heterorelaties de voorkeur gaven aan PIV-seks en de bevrediging van de man. Op zijn beurt droeg dit dan weer bij aan het feit dat het faken van orgasmes vaker voorkwam bij vrouwen dan bij mannen: aangezien veel mensen zich lijken te houden aan een soort ongeschreven 'seksueel script waarin vrouwen dienen klaar te komen voordat mannen dat doen, en mannen verantwoordelijk worden gehouden voor de orgasmes van vrouwen', kan een vrouw zich onder druk gezet voelen om een orgasme te faken voordat haar mannelijke partner klaarkomt teneinde haar partner een plezier te doen en te voorkomen dat ze zijn gevoelens kwetst.
Onderzoeken naar de cultuur van kortstondige heteroseksuele sekscontacten onder studenten hebben uitgewezen dat "zowel mannen als vrouwen meldden dat mannen doorgaans niet bezorgd zijn over vrouwelijk genot tijdens onenightstands, maar dat beide ook meldden dat mannen juist zeer veel aandacht besteden aan vrouwelijk genot in relaties". Resultaten toonden aan dat vrouwen minder vaak orgasmes kregen tijdens losse seks (casual sex) dan tijdens seks in een relatie; dit verschil werd toegeschreven aan het feit dat er over het algemeen tijdens seks in relaties vaker gerichte clitorale stimulering voorkwam en mannen meer bereid waren om cunnilingus (beffen) te bedrijven.

### Wetenschappelijk seksisme
In een onderzoek uit 2006 analyseerde de biologie- en seksonderzoeker Elisabeth Lloyd de prominentste studies naar de vrouwelijke seksualiteit en beargumenteerde dat opvattingen over het vrouwelijk orgasme beïnvloed zijn door de twijfelachtige wetenschappelijke integriteit van elk van deze studies, aangezien zij consistent zijn gebaseerd op androcentrische aannames over het vrouwelijk lichaam. Feministisch onderzoeker Angela Towne (2019) beweerde dat de "historisch androcentrische focus op het vaginale kanaal als het belangrijkste vrouwelijke geslachtsorgaan ertoe heeft bijgedragen dat er een gendergerelateerde orgasmekloof tijdens partnerseks is ontstaan".
Wetenschappers hebben erop gewezen dat in de 20e eeuw en begin 21e eeuw in woordenboeken en teksten over anatomie, seksuele voorlichting en gynaecologie de vagina meestal werd beschouwd als de belangrijkste vrouwelijke erogene zone, terwijl de clitoris vaak onvermeld bleef of slechts kort werd beschreven. In een meta-analyse van anatomieliteratuur bedoeld voor medische professionals uit 2005 concludeerden O'Connell et al. dat "de typische anatomische tekstboekbeschrijving een gebrek aan details heeft, de mannelijke anatomie volledig beschrijft en alleen de verschillen tussen de mannelijke en vrouwelijk anatomie aangeeft in plaats van een volledige beschrijving van de vrouwelijke anatomie". O'Connell et al. noteerden dat de anatomie van de clitoris in de loop der tijd niet consequent is geweest, zoals men zou mogen verwachten. De bestudering ervan is in grote mate gedomineerd door sociale factoren. De clitoris is een structuur waarvan weinig afbeeldingen worden gegeven en minimale beschrijvingen. Specifieke analyse van 20e-eeuwse anatomische boeken onthulde dat details van afbeeldingen van de genitaliën die in het begin van de eeuw nog werden gepresenteerd, werden weggelaten in latere uitgaven. Deze voorbeelden, met name tegen de achtergrond van het feit dat de clitoris ontdekt en later herontdekt werd, wijzen uit dat de gewijzigde beschrijving van de vrouwelijke anatomie tijdens de 20e eeuw plaatsvond als gevolg van moedwillige verwijdering in plaats van door simpele weglating ten behoeve van beknoptheid". De Italiaan Gabriele Falloppio beschreef de clitoris reeds in 1561 en wees daarbij op het feit dat "moderne anatomen het geheel hebben verwaarloosd", maar zijn bevindingen werden consistent afgewezen door zijn collega's. De Zuid-Nederlander Andreas Vesalius verklaarde dat het een "nieuw en nutteloos deel" was dat geen functie had bij "gezonde vrouwen". Latere anatomen, waaronder de Noord-Nederlander Reinier de Graaf in de 17e eeuw, leverden eveneens een volledige beschrijving van de clitoris, hoewel hun werk ook werd genegeerd of verboden. Het duurde nog tot 1998 dat de wetenschappelijke gemeenschap bereid was het belang van de clitoris te erkennen door het baanbrekende onderzoek van O'Connell et al., waarmee de ware grootte en complexiteit van de clitoris werden ontdekt met behulp van de MRI-techniek.

### Socialisatie

#### Assertiviteit en communicatie
In het algemeen is verondersteld dat vrouwen seksueel minder assertief zijn in vergelijking met mannen. Uit onderzoek blijkt vaak dat dit ten koste gaat van de seksuele bevrediging van de vrouw. Er is gesuggereerd dat masturbatie voor vrouwen een effectieve manier is om hun eigen voorkeuren te ontdekken, zodat ze deze naar hun sekspartners kunnen communiceren. Communicatie waarin men de eigen seksuele behoeften of interesses duidelijk kan maken, gecombineerd met het hebben van een partner die daar ontvankelijk voor is, zijn allebei aspecten die een bevredigende seksuele relaties bevorderen. Koppels die moeilijkheden ondervinden bij het bereiken van orgasmes neigen ertoe weinig of geen open seksuele communicatie te hebben. Vrouwen die moeite hebben om een orgasme te krijgen melden dat ze soms proberen dit voor hun partner te verbergen door hun seksuele bevrediging incorrect te communiceren, meestal door een orgasme te faken. Bovendien is opgemerkt dat "vrouwen hun eigen orgasme belangrijker vinden voor hun partner (dat wil zeggen communiceren over hun genot bij een seksuele beleving) dan voor hun eigen plezier" en dat de druk om tijdens de seks een orgasme te bereiken ten behoeve van de mannelijke partners voor vrouwen een obstakel vormt om daadwerkelijk klaar te komen.

#### Seksuele voorlichting
Begin 21e eeuw was plezier een aspect dat over het algemeen over het hoofd werd gezien bij seksuele voorlichting aan jongeren. In plaats daarvan was verreweg het meeste voorlichtingsmateriaal hoofdzakelijk gericht op reproductieve gezondheid, waarin preventie van ongewenste zwangerschappen en Seksueel overdraagbare aandoeningen (soa's) centraal stond. De fysiologische processen van plezier (zoals opwinding, het orgasme of de mannelijke ejaculatie; vrouwelijke ejaculatie vrijwel nooit) werden doorgaans alleen genoemd in de context van voortplanting (reproductie), niet ten behoeve van het beleven van plezier. De belangrijkste reden hiervoor was dat deze componenten van plezier werden gezien als noodzakelijk voor het mannelijke lichaam om bevruchting te laten plaatsvinden. Omdat de lichaamsdelen die bijdragen aan vrouwelijk plezier – met name de clitoris, de perineale spons of de urethrale spons – niet in verband werden gebracht met bevruchting, werden ze grotendeels buiten beschouwing gelaten in leerstof over seksuele voorlichting; in plaats daarvan werd op school alleen les gegeven over de inwendige vrouwelijke geslachtsorganen. Wetenschappers hebben beweerd dat "het gebrek aan een samenhangend begrip van plezier het voor onderwijzers overweldigend en ondoenlijk maakt om te streven naar het in praktijk laten brengen van plezier; dit zou kunnen verklaren waarom academisch onderzoek naar plezier er niet in geslaagd is zijn weg te vinden naar de praktische wereld van seksuele voorlichting". Seksuele zelfverkenning was eveneens een onderwerp dat over het algemeen tijdens seksuele voorlichting niet werd besproken, hoewel "onderzoek uit het verleden heeft uitgewezen dat het opnemen van masturbatie in seksuele voorlichting de houding ten aanzien van masturbatie kan verbeteren en misvattingen of misverstanden erover kan weerleggen". Uit een onderzoek naar seksuele kennis onder universiteitsstudenten bleek dat meer dan 60% van de studenten ten onrechte dacht dat de clitoris zich binnenin de vagina bevindt.

#### Media en pornografie
Aan het begin van de 21e eeuw was heteroseksuele seks die in de reguliere media en de pornografie werd getoond hoofdzakelijk gericht op mannelijk genot. Deze bevatte vaak seksuele misvattingen die invloed konden hebben op hoe het individu voor zichzelf een beeld vormde over wat normaal of gangbaar seksueel gedrag is. Het vrouwelijk orgasme zoals dat in de media en de pornografie werd gepresenteerd bevorderde vaak een onjuist beeld, waarbij vrouwen alleen al door penetratie vanzelf een orgasme krijgen. Onderzoekers concludeerden dat deze verkeerde voorstelling bijdroeg aan onrealistische verwachtingen over welke seksuele handelingen er in het echte leven nodig zijn voor vrouwen om klaar te komen.
Het verlangen van vrouwelijke pornokijkers om te zien wat ze wilden zien, zoals dat de vrouwelijke performers echte orgasmes beleven in plaats van gefakete, was een van de belangrijkste factoren die leidden tot het ontstaan van de feministische pornografie in Europa en Noord-Amerika in de jaren 1980 en 1990.:13–15 Volgens feministisch pornograaf Tristan Taormino (2013) 'wordt aan vrouwelijk verlangen, genot en orgasmes prioriteit gegeven en worden deze gevierd. Als de seks op het scherm de beleving van de performers weergeeft (niemand "faket" iets) en die beleving als positief en ondersteunend wordt opgezet, dan wordt seks als vreugdevol, leuk, veilig, wederzijds en bevredigend getoond.':297